# Charles Simons (voetballer)
Charles Simons (Antwerpen, 27 september 1906 – ?, 5 augustus 1979) was een Belgisch voetballer die speelde als middenvelder of als verdediger. Hij voetbalde in Eerste klasse bij Antwerp FC en speelde 10 interlandwedstrijden met het Belgisch voetbalelftal.

## Loopbaan
In 1923 sloot Simons zich aan bij Antwerp FC Hij debuteerde begin 1924 in het eerste elftal en verwierf er al spoedig een basisplaats. Simons speelde als rechtsmiddenvelder of als rechtsachter. Met de ploeg werd Simons tweemaal landskampioen (1929 en 1931). Vanaf het seizoen 1932-1933 kreeg Simons nog weinig speelgelegenheid en in 1934 zette hij een punt achter zijn spelersloopbaan op het hoogste niveau. In totaal speelde Simons 176 wedstrijden en scoorde daarin 4 doelpunten.
Tussen 1931 en 1932 speelde Simons 10 wedstrijden voor het Belgisch voetbalelftal als middenvelder. Ondanks het feit dat hij bij Antwerp nog weinig aan spelen toekwam, zat Simons toch in de voorselectie voor het Wereldkampioenschap voetbal 1934 in Italië. Hij speelde er echter geen wedstrijden.